# Johannes Valke
Johannes Valke (* um 1370; † 1. August 1433) war Domherr in Münster.

## Leben
Johannes Valke entstammte der münsterländischen ritterbürtigen Familie Valcke, deren Sitz der Falkenhof in Rheine war. Er war der Sohn des Bernhard Valke zu Rockel (1335–1398) und dessen Gemahlin Wibbeke von Keppel (1350–1377). Sie war Erbtochter, so dass das Haus Weersche in den Besitz der Familie Valke kam. Am 21. Januar 1406 ist Johannes urkundlich als Domherr zu Münster nachweisbar. Er besaß das Archidiakonat zu Nordkirchen und war am 24. April 1413 als Archidiakon zu Rorup zugleich Vizedominus. In dieser Eigenschaft war er Vertreter des Landesherrn.
Bernhard, sein Bruder, war ebenfalls Domherr in Münster.